# Meningioangiomatose
Meningioangiomatose é uma doença rara do cérebro, caracterizada por uma lesão benigna das leptomeninges que geralmente envolve o córtex cerebral e causa no paciente frequentes convulsões. A doença pode ser esporádica ou associada à neurofibromatose tipo II (NF2). A lesão ocorre em uma região específica, embora casos em múltiplos locais tenham sido relatados em adultos e crianças. A biópsia é necessária para o diagnóstico, tendo a remoção cirúrgica como forma de tratamento.